# Pandán (isla)
Pandán es una isla situada en el mar de Joló. Forma parte del Archipiélago Cuyo, un grupo de cerca de 45 islas situadas al noreste de la isla  de Paragua, al sur de Mindoro y Panay.
Administrativamente forma parte de Baladig, uno de los 17 barrios que forman el municipio de Cuyo perteneciente a la provincia de Paragua en Filipinas.
Situada 8 km al oeste de la isla de Bisucay, 8 km al suroeste de la isla de Barrín y también 8 km al norte de la isla de Caponayán.
La zona horaria  es UTC/GMT+8.